# .root
.root è un dominio di primo livello non documentato.
Osservato per la prima volta nel 2004 da Karl Auerbach, il dominio sembra essere stato creato da Verisign. L'unico nome di dominio disponibile, vrsn-end-of-zone-marker-dummy-record.root, presentava un record TXT contenente esclusivamente la parola latina plenus (lett. pieno, completo). Nel 2010 il dominio è stato rimosso.
All'inizio del 2006 questo elemento è stato rinominato in vrsn-end-of-zone-marker-dummy-record, senza il dominio .root. Ma qualche mese dopo è ricomparso con il nome originale; lo si può vedere dai file della InterNIC root zone.
L'esistenza di questo elemento può essere verificata su sistemi Linux tramite il comando:
dig vrsn-end-of-zone-marker-dummy-record.root in any, mentre
in Windows con
nslookup -type=any vrsn-end-of-zone-marker-dummy-record.root.
Anche nei server della Open Root Server Network è presente un elemento con questo dominio: si chiama ORSN-END-OF-ZONE-MARKER-DUMMY-RECORD.ROOT e contiene la parola europe.